# La Candelaria, Tabasco
La Candelaria är en ort i Mexiko.   Den ligger i kommunen Huimanguillo och delstaten Tabasco, i den sydöstra delen av landet, 600 km öster om huvudstaden Mexico City. La Candelaria ligger 611 meter över havet och antalet invånare är 391.
Terrängen runt La Candelaria är huvudsakligen kuperad. La Candelaria ligger uppe på en höjd. Runt La Candelaria är det ganska glesbefolkat, med 42 invånare per kvadratkilometer. Närmaste större samhälle är Raudales Malpaso, 14,9 km söder om La Candelaria. I omgivningarna runt La Candelaria växer huvudsakligen savannskog.